# Steve Hodge
Stephen "Steve" Brian Hodge (Nottingham, Inglaterra, 25 de octubre de 1962) es un exfutbolista inglés que se desempeñaba como centrocampista. Participó en dos Mundiales con la selección de fútbol de Inglaterra.
Fue el jugador que se intercambió la camiseta con Maradona en el Argentina - Inglaterra del Mundial México 86, donde se produjeron los dos famosos goles del Diego, el de la Mano de Dios y el del gran recorrido desde medio campo argentino dejando atrás a medio equipo inglés y que ha pasado a la historia como el gol más bello realizado en una Copa del Mundo. Dicha camiseta se encuentra hoy en día expuesta en el "National Football Museum" de Mánchester.

## Clubes
| Club                | País       | Año       | Partidos | Goles |
| Nottingham Forest   | Inglaterra | 1980-1985 | 123      | 30    |
| Aston Villa         | Inglaterra | 1985-1986 | 53       | 12    |
| Tottenham Hotspur   | Inglaterra | 1986-1988 | 45       | 7     |
| Nottingham Forest   | Inglaterra | 1988-1991 | 83       | 20    |
| Leeds United        | Inglaterra | 1991-1994 | 54       | 10    |
| Derby County        | Inglaterra | 1994      | 10       | 2     |
| Queens Park Rangers | Inglaterra | 1994-1995 | 15       | 0     |
| Watford FC          | Inglaterra | 1995-1996 | 2        | 0     |
| Leyton Orient       | Inglaterra | 1997-1998 | 1        | 0     |

- Datos: Q166307